# Alcopop
Um alcopop (ou cooler) é qualquer uma das bebidas alcoólicas mistas com teor alcoólico relativamente baixo (por exemplo, 3–7% de álcool por volume), incluindo:

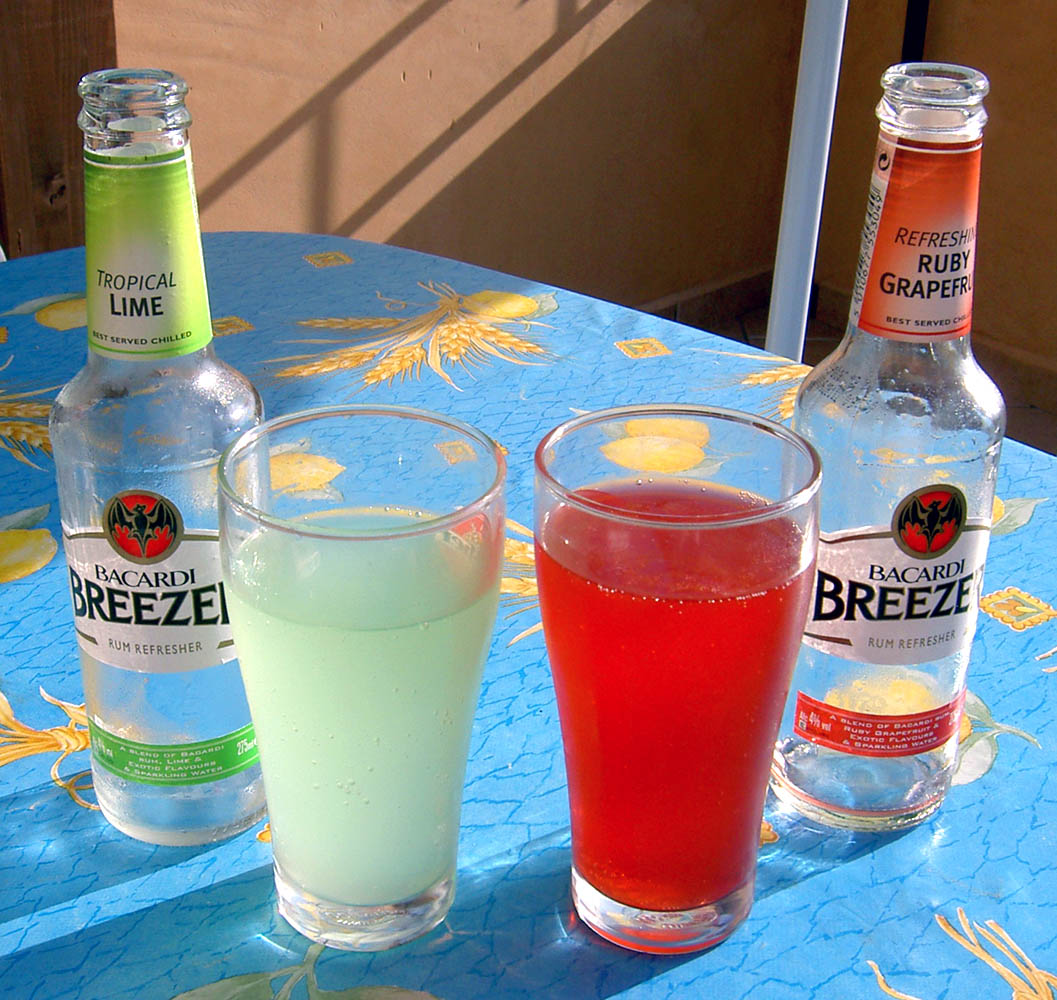
O Bacardi Breezer de limão e toranja é feito com rum Bacardi.

1. Bebidas de malte às quais foram adicionados vários sucos de frutas ou outros flavorizantes;

1. Coolers de vinho: bebidas que contêm vinho às quais foram adicionados ingredientes como suco de frutas ou outros flavorizantes;

1. Bebidas mistas contendo álcool destilado e líquidos doces, como sucos de frutas ou outros flavorizantes.[1]

O termo "alcopop", uma combinação das palavras inglesas alcohol (álcool) e pop (refrigerante), é comumente usado no Reino Unido e na Irlanda para descrever essas bebidas. No Canadá de língua inglesa, "cooler" é mais comum, mas "alcopop" também pode ser usado. Outros termos incluem flavored alcoholic beverage (FAB), flavored malt beverage (FMB), pre-packaged ou premium packaged spirit (PPS). Na Austrália e na Nova Zelândia, premix e ready to drink (RTD) são termos comumente usados. "Malternative" é um termo exclusivamente americano para os alcopops à base de malte. "Spirit cooler" é usado na África do Sul para versões com álcool destilado.
Hard seltzer é uma categoria relacionada de bebidas alcoólicas à base de água gaseificada aromatizada. Já o hard soda está especificamente relacionado a refrigerantes. A hard lemonade, que pode ser considerada um alcopop, já existe há algum tempo. A hard cider, por outro lado, é uma bebida fermentada semelhante ao vinho ou à cerveja.

## Descrição

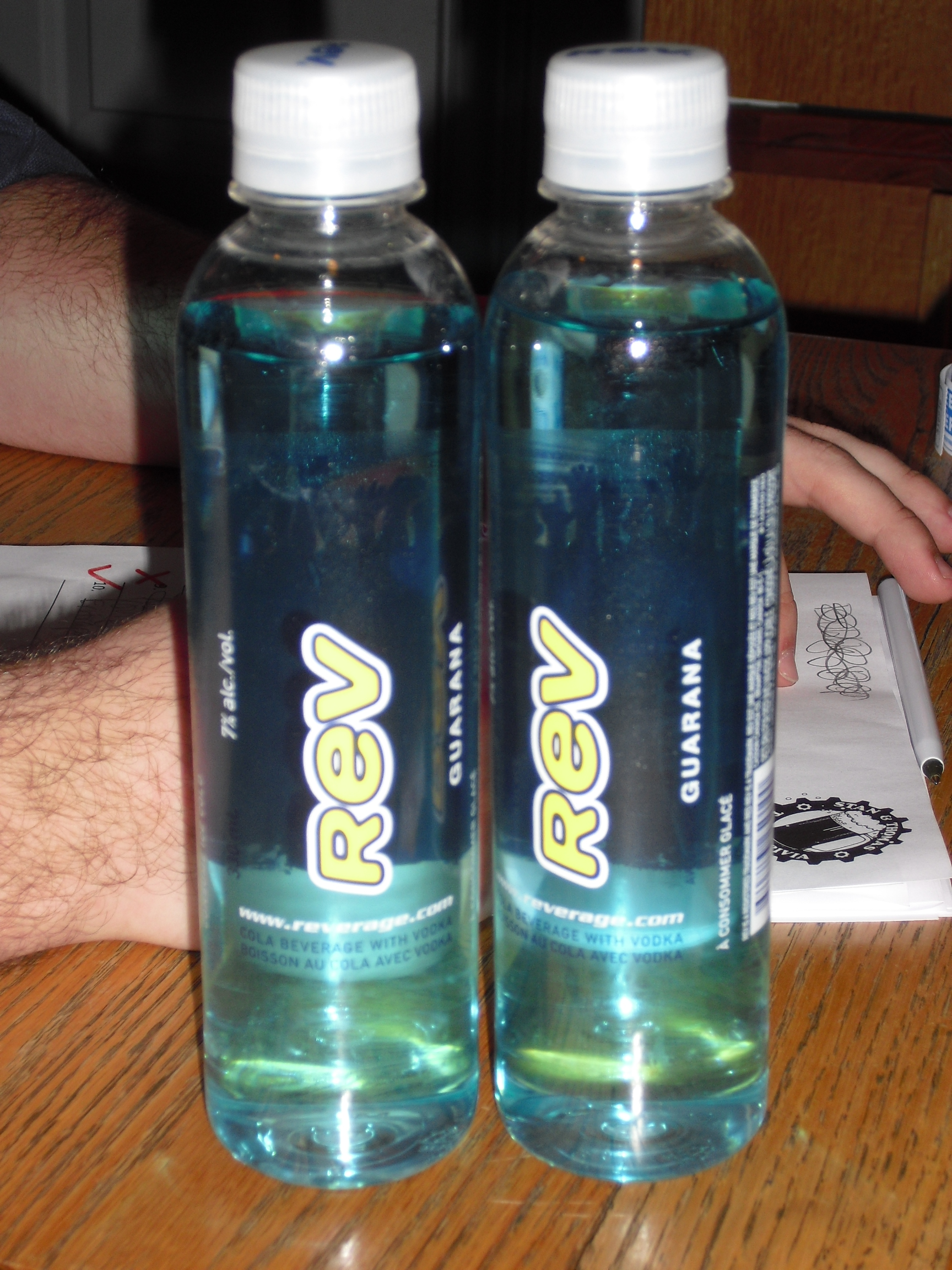
Garrafas de Rev azul, um cooler de vodca do Canadá

Diversas bebidas são produzidas e comercializadas em todo o mundo, bem como em cada mercado, e são descritas como coolers ou alcopops. Elas tendem a ser doces e servidas em garrafas pequenas (normalmente 355 ml (o tamanho normal de uma lata de refrigerante) nos EUA, 275 ml na África do Sul e na Alemanha, 330 ml no Canadá e na Europa) e com teor alcoólico entre 4% e 7%. Na Europa, no Canadá e na África do Sul, os coolers tendem a ser bebidas alcoólicas pré-misturadas, incluindo vodca (por exemplo, Smirnoff Ice) ou rum (por exemplo, Bacardi Breezer). Nos Estados Unidos, por outro lado, os alcopops geralmente começam como cervejas sem lúpulo, dependendo do estado em que são vendidos. Grande parte do malte (e do álcool) é removida (deixando principalmente água), com a adição subsequente de álcool (geralmente vodca ou álcool de cereais), açúcar, corante e flavorizante. Essas bebidas são legalmente classificadas como cervejas em praticamente todos os estados e, portanto, podem ser vendidas em pontos de venda que não têm ou não podem ter bebidas à base de álcool. No entanto, há bebidas mais fortes que são simplesmente destilados pré-misturados (por exemplo, Bacardi Rum Island Iced Tea), geralmente com cerca de 12,5% de álcool por volume, que só podem ser vendidas em locais onde há bebidas destiladas.

## História
Os coolers de vinho ganharam popularidade no mercado dos EUA na década de 1980, quando a Bartles and Jaymes começou a anunciar sua marca de coolers de vinho, seguida por outras marcas, inclusive quando a Bacardi lançou o Breezer. A popularidade cresceu por volta de 1993 com bebidas como Two Dogs, DNA Alcoholic Spring Water, Hooper's Hooch e Zima, que foi comercializado sob o título de "bebida alternativa". Os coolers de vinho estavam em declínio devido ao aumento do imposto federal sobre o vinho nos EUA, e o uso de uma base de bebida de malte tornou-se o novo padrão do setor. Mais tarde, a Mike's Hard Lemonade foi lançada nos Estados Unidos, com comerciais bem-humorados que retratavam o que eles chamavam de "violência contra os limões". A Smirnoff também lançou outra bebida de malte com sabor cítrico nos Estados Unidos no final da década de 1990, chamada Smirnoff Ice, que se promoveu com comerciais chamativos, geralmente envolvendo jovens da moda dançando em situações e lugares improváveis. (No Reino Unido, a Smirnoff Ice é comercializada pela Diageo como PPS).
Por meio de sua campanha Alcopop-Free Zone®, a Alcohol Justice buscou proibir totalmente a venda de alcopops, pois as bebidas alcoólicas doces e de cores vivas podem atrair as crianças. Muitas campanhas publicitárias foram criticadas por tentarem fazer com que os alcopops atraíssem jovens. No Reino Unido, em meados da década de 1990, houve um protesto na mídia quando a imprensa sensacionalista associou os alcopops ao consumo por menores de idade, o que prejudicou as vendas e fez com que as lojas de bebidas britânicas os retirassem das prateleiras.
Em resposta a uma reclamação do Center for Science in the Public Interest (CSPI), a Federal Trade Commission (FTC) realizou uma extensa investigação em 2001. A agência "não encontrou nenhuma evidência de intenção de atingir menores de idade com produtos, embalagens ou publicidade da FMB. Além disso, após analisar as evidências da pesquisa com consumidores apresentada pela CSPI em apoio à proposição de que os FMBs eram predominantemente populares entre os menores, a FTC concluiu que as falhas na metodologia da pesquisa limitavam a capacidade de tirar conclusões dos dados da pesquisa".
Em 2003, a FTC investigou novamente os anúncios de FMBs, a disposição de produtos e os documentos internos de marketing da empresa após uma diretriz dos representantes dos Comitês de Apropriações da Câmara e do Senado. "A investigação da Comissão não encontrou evidências de segmentação de consumidores menores de idade no marketing de FMBs. Os adultos de 21 a 29 anos parecem ser o alvo pretendido do marketing de FMBs" e descobriu que "a maioria dos consumidores de FMBs tem mais de 27 anos".
Em dezembro de 2003, a Irlanda aumentou o imposto sobre bebidas aromatizadas de malte para igualar o imposto sobre bebidas destiladas, o segundo mais alto da Europa. A Alemanha impôs um imposto extra de 0,80 a 0,90 euro por garrafa a partir de 1º de agosto de 2004. Para contornar a tributação mais alta, alguns produtores alemães mudaram para coolers de vinho, que estão sendo comercializados da mesma forma. Algumas garrafas agora trazem um aviso informando que não devem ser consumidas por pessoas abaixo da idade legal para consumo de bebidas alcoólicas (menos de 18 anos no Reino Unido e 21 anos nos Estados Unidos). Em 11 de maio de 2008, o governo australiano aumentou o imposto sobre o consumo de alcopops em 70%, alinhando-o com o imposto sobre bebidas alcoólicas. Existe a preocupação de que esse imposto incentive os consumidores a comprar destilados simples e misturar as bebidas por conta própria, possivelmente resultando em bebidas com maior concentração de álcool do que as alternativas pré-misturadas. Esse imposto foi revogado em março de 2009, o que significa que o governo teve de devolver os 290 milhões arrecadados com o imposto.
O relatório da Federal Trade Commission afirma: "Além disso, pesquisas conduzidas pelo setor sobre consumidores com mais de 21 anos que usam FMBs mostram que esses consumidores geralmente veem os FMBs como substitutos da cerveja". Essa pesquisa também conclui que os consumidores provavelmente não consumirão mais do que dois ou três FMBs em qualquer ocasião devido à doçura dos produtos.
Em março de 2018, a Coca-Cola anunciou que lançaria um produto alcopop pela primeira vez, uma bebida chūhai no Japão.

## Marcas

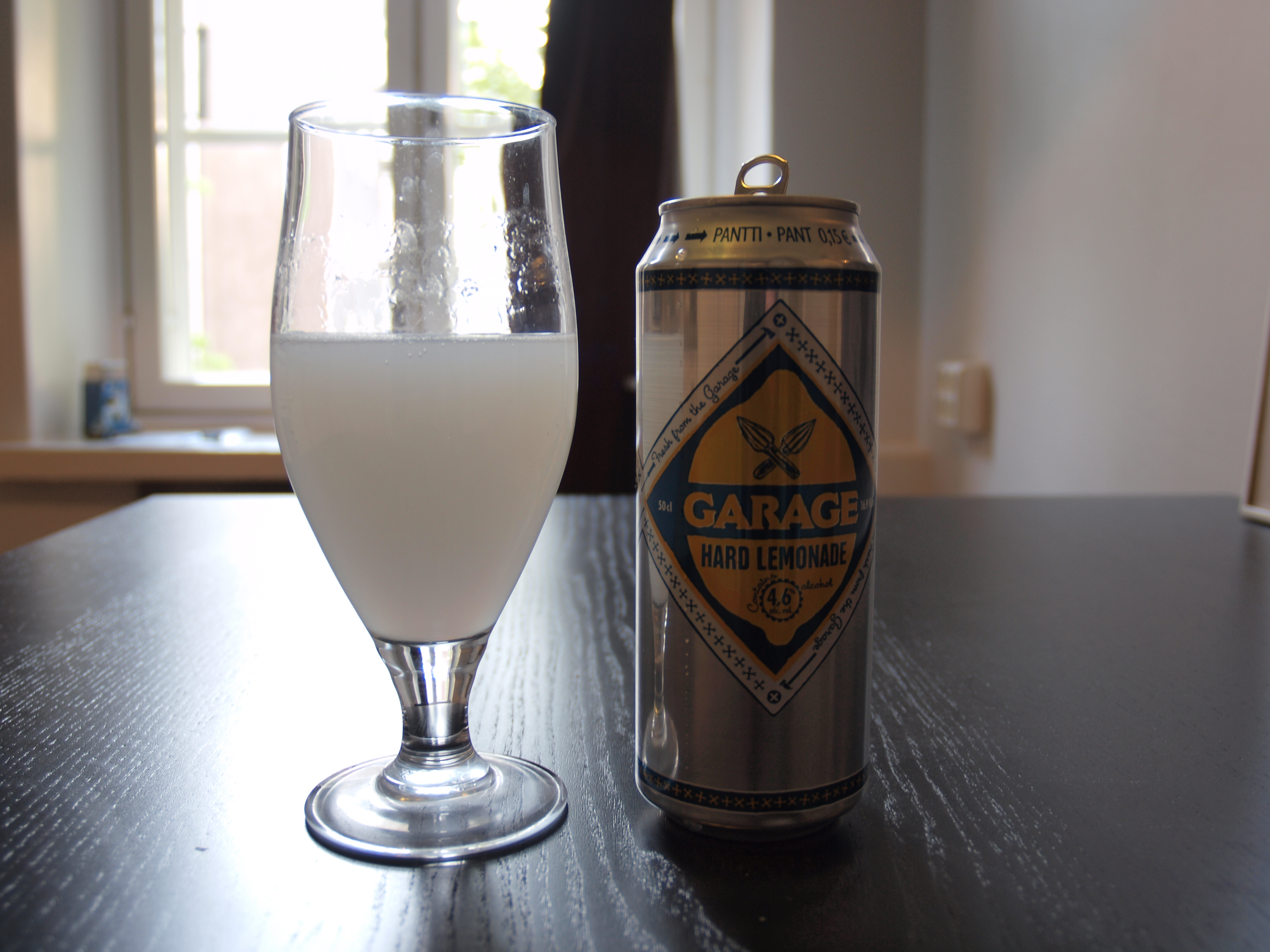
A Garage Hard Lemonade da Finlândia é um alcopop sabor limão, cujo teor alcoólico de 4,6% corresponde ao de muitas cervejas comerciais.

Existem muitas marcas de coolers e sua composição alcoólica varia muito. Algumas marcas de destaque são: VK, Smirnoff Ice, Mike's Hard Lemonade, Bacardi Breezer, Palm Bay, Skyy Blue, Hard Cola Jack Daniel e, no Reino Unido, WKD Original Vodka. Garage é um alcopop produzido pela cervejaria finlandesa Sinebrychoff.

## Tentativas de desencorajamento

### Alemanha
Em 1º de julho de 2004, o governo alemão aumentou o imposto sobre bebidas mistas à base de destilados (por exemplo, vodca, rum) em cerca de um euro por garrafa de 275 ml para desestimular o consumo excessivo por adolescentes, embora essas bebidas já fossem proibidas para menores de 18 anos. Isso teve duas implicações: Os alcopops mais comuns, como Smirnoff Ice ou Bacardi Breezer, foram praticamente retirados do mercado, enquanto outros fabricantes alteraram as receitas de suas bebidas para substituir os destilados por vinho ou cerveja, mas com o mesmo teor alcoólico, permitindo que essas bebidas mistas (que não são "alcopops" segundo a lei alemã) fossem vendidas legalmente para menores de 16 e 17 anos.

### Austrália
O governo australiano aumentou o imposto sobre essas bebidas no orçamento de 2008 para a mesma alíquota das bebidas destiladas, em termos volumétricos, em um esforço para impedir o consumo excessivo de álcool. O imposto foi criticado pela oposição como uma apropriação fiscal e foi rejeitado no Senado em 18 de março de 2009. Antes de ser rejeitado, o imposto já havia arrecadado pelo menos AU$ 290 milhões após abril de 2008. Em abril de 2009, alguns parlamentares do Partido Trabalhista planejaram reapresentar o imposto ao Senado, e foi finalmente aprovado em agosto de 2009, aumentando o imposto sobre as bebidas de AU$ 39,36 para AU$ 66,67 por litro de álcool. Um estudo de 2013 concluiu que o imposto não teve impacto sobre o consumo excessivo de bebidas por adolescentes.

### Filipinas
Em 2019, alguns senadores, incluindo Pia Cayetano e o ex-assistente especial do presidente Bong Go, pediram a retirada dos alcopops do mercado devido à "embalagem enganosa que se assemelha a sucos de frutas normalmente comprados por jovens consumidores". Os alcopops também têm 7% de teor alcoólico, que é um pouco menor do que o da marca de cerveja local Red Horse Beer.

### Reino Unido
Em junho de 1997, a Co-op Food tornou-se a primeira grande varejista a proibir totalmente a venda de alcopops em suas lojas. Isso foi rescindido desde então.